# 제동 복사

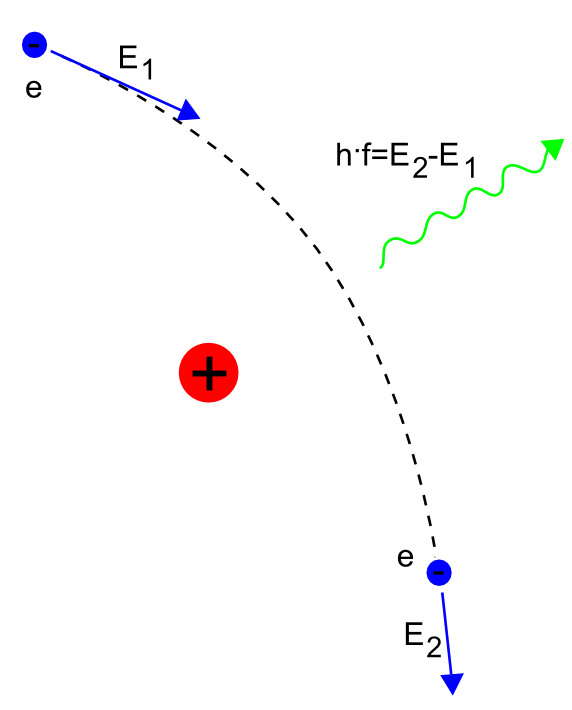

제동 복사(制動輻射, 독일어: Bremsstrahlung 브렘스슈트랄룽[*])는 원자핵과 같은 또다른 전하를 띤 입자에 의해 전자와 같은 전하를 띤 입자가 편향될 때 입자의 감속에 의해서 생성된 전자기 복사이다. 이 용어는 복사를 생성하는 과정으로 언급이 된다. 제동복사는 연속 스펙트럼을 가지고 있다. 이 현상은 1888년에서 1897년 사이에 고주파수에 관한 연구를 하던 니콜라 테슬라에 의해 발견되었다.
제동복사는 자유-자유 천이로 언급된다. 이는 두 개의 자유전자들이 편향(감속)이 되어 방출을 유발하여 만들어낸 복사를 말한다. 넓은 의미로는 제동복사는 싱크로트론 복사 등 대전된 입자가 감속 때문에 생기는 모든 복사 현상을 말한다. 그러나 주로 물질 안에서 멈추는 전자들로부터 나오는 좁은 의미의 복사로 쓰이고 있다.
감속된 전하는 전자기 복사를 방출하고 충격이 가해진 전자의 에너지는 충분히 높아져 전자기 스펙트럼의 엑스선 영역의 복사를 낸다. 충격이 가해진 전자의 에너지가 증가될 때, 더 높은 주파수 영역으로 이동이 되면 더 세기가 강해지는 연속적인 분포의 스펙트럼으로 간주된다.

## 어원
독일어로 Bremsen은 "제동하다", Strahlung은 "복사"를 뜻한다. 전자들이 금속 물질에서 나올 때, 감속되어 방출되는 복사를 묘사한 것이다.

## 분류

### 외부 제동 복사
외부 제동 복사(outer bremsstrahlung)는 물질 안에서 갑자기 멈추면서 이온화에 의한 복사로 에너지를 잃는 것을 말한다. 이것은 에너지가 50keV 이상의 전자들에서 보이는 현상이다.

### 내부 제동 복사
내부 제동 복사(inner bremsstrahlung)은 핵자의 천이에서 가능한 에너지의 광자보다 작거나 거의 똑같이 최대 에너지의 방출을 초래함으로써, 베타 붕괴하는 동안 방출 복사의 경우로 매우 적게 적용된다. 내부 제동 복사는 외부 제동 복사를 일으키는 방법과 같이, 원자의 붕괴를 겪으면서 핵의 영역에서 전기장의 갑작스런 변화에 의해 유발된다. 전자와 양전자 방출에서, 베타 입자의 증가하는 에너지의 연속적으로 감소하는 제동 복사의 스펙트럼과 함께, 전자/핵의 쌍으로부터 광자의 에너지가 나온다. 전자의 포획에서, 에너지는 뉴트리노에서 나오며, 그 스펙트럼은 보통 중성미자의 에너지의 약 1/3만큼 더 크다.

## 같이 보기
- 싱크로트론 방사
- 라모 공식